# Müncheni Zene- és Színházművészeti Főiskola
A Müncheni Zene- és Színházművészeti Főiskola a kulturális szektor egyik legnagyobb felsőoktatási intézménye Németországban. Királyi Zenekonzervatórium néven 1846-ban alapították, jelenlegi nevét 1998 óta viseli. Jelenlegi rektora Bernd Redmann. Székhelye az egykori „Führerbau”, az NSDAP Arcisstraße 12. alatti épülete. Ágazati intézményei a Luisenstraße 37/a (a „Reaktorhalle” és a „Carl Orff Auditorium”), a Wilhelmstrasse 19. sz. alatt (Balett Akadémia), a Prinzregententheaterben (színházi szakmák), valamint a Gasteig kulturális központban vannak.
2008. augusztus 1-jén a város Richard-Strauss-Konzervatóriuma az intézménybe olvadt.

## Szerkezete, képzés
Az oktatási formák tizenegy intézetre támaszkodnak, mind művészi akadémia, a zene, tánckultúra, zenei menedzsment, zenei újságíró, színházi szakemberek képzésére, az Akadémia August Everding színházával együttműködve.
A főiskola a következő intézményekre, akadémiákra oszlik:
- Hangszeres tanulmányi programok (fafúvós, rézfúvós, vonós, pengetős, billentyűs hangszerek, ütőhangszerek, kamarazene)
- Balett Akadémia
- Énekmúvészeti és színházi képzés
- Művészeti oktatási programok (IGP, EMP, népzene)
- A zenei nevelés intézete
- Egyházi zenei intézet
- Jazz Intézet
- Történelmi előadás gyakorlati intézete
- Új zene, kompozíció, vezénylés
- Kulturális menedzsment/média (a), zenei újságírás/media (b) kulturális menedzsment
- Zenetudományi intézet

Egyéb Szolgáltatások:
- Ifjúsági Akadémia, tehetséggondozás
- Zenepedagógiai Intézet: pedagógus képzés, tanítás, kutatás (MILU)

Kórusok, zenekarok , együttesek a főiskolan:
- Arcis-Együttes
- Big Band LaG
- Kórus a München Színház számára (főiskolai kórus, kis és nagy templomi kórus)
- Oktopus modern zenekar
- Főiskolai Szimfonikus Zenekar
- Madrigálkórus
- Salsa együttes
- Schola Cantorum München
- Iskolai Zenészek Zenekara A, B
- U. M. P. A. Jazz Orchestra
- Vokál, együttes, szóló

## A főiskola vezetői
Központi énekiskola (1830)
- Franz Löhle (vezető, 1830–1837)
- Georg Mittermayer (vezető, 1837–1841)
- Franz Lachner (vezető, 1842–1843)

Királyi Zenekonzervatórium (Odeon épület, 1846)
- Franz Hauser (igazgató, 1846–1864)

Bajor Királyi Zeneiskola (1867–1869 magán-, 1874 óta állami fenntartás):
- Hans von Bülow (igazgató, 1867–1869)
- Báró Karl von Perfall (1824–1907; intendáns-igazgató, 1874–1892)
- Josef Rheinberger, Franz Wüllner (felügyelők, 1874–1892)

Királyi Hangzóművészeti Akadémia (1892):
- Báró Karl von Perfall (főigazgató, igazgató 1892–1901)
- Josef Rheinberger, Franz Wüllner (ellenőrök, 1892–1901)
- Bernhard Stavenhagen (igazgató, 1901–1904)
- Felix Mottl (igazgató, 1904–1911)
- Hans Bußmeyer (igazgató, 1911–1919)
- Berthold Kellermann (1853–1926; igazgató, 1919–1920)

Állami Zeneakadémia, Zenei Főiskola (1920-tól 1946-ig, Maximilianeum, 1946–1957 Villa Ragadt és Larisch Villa, 1957-ben Führerbau, Arcisstraße):
- Siegmund von Hausegger (rektor, 1920–1934)
- Richard Láda (elnök, 1934–1945)
- Josef Haas (elnök, 1946–1950)
- Robert Heger (elnök 1950–1954)
- Karl Höller (elnök, 1954–1972)
- Fritz Schieri (1922-2009; elnök, 1972–1981)
- Diethard Hellmann (1928–1999; elnök, 1981-1988)
- Klaus Schilde (* 1926; elnök 1988–1991)
- Cornelius Eberhardt (1932–2011; elnök, 1991–1995)
- Robert Maximilian Helmschrott (* 1938; elnök 1995–1998)

Zene- és Színházművészeti Főiskola (1998-tól):
- Robert Maximilian Helmschrott (elnök, 1998–1999, rektor, 1999–2003)
- Siegfried Mauser (rektor, 2003–2007, 2007–2014)
- Bernd Redmann (elnök, 2014. október 1. óta)

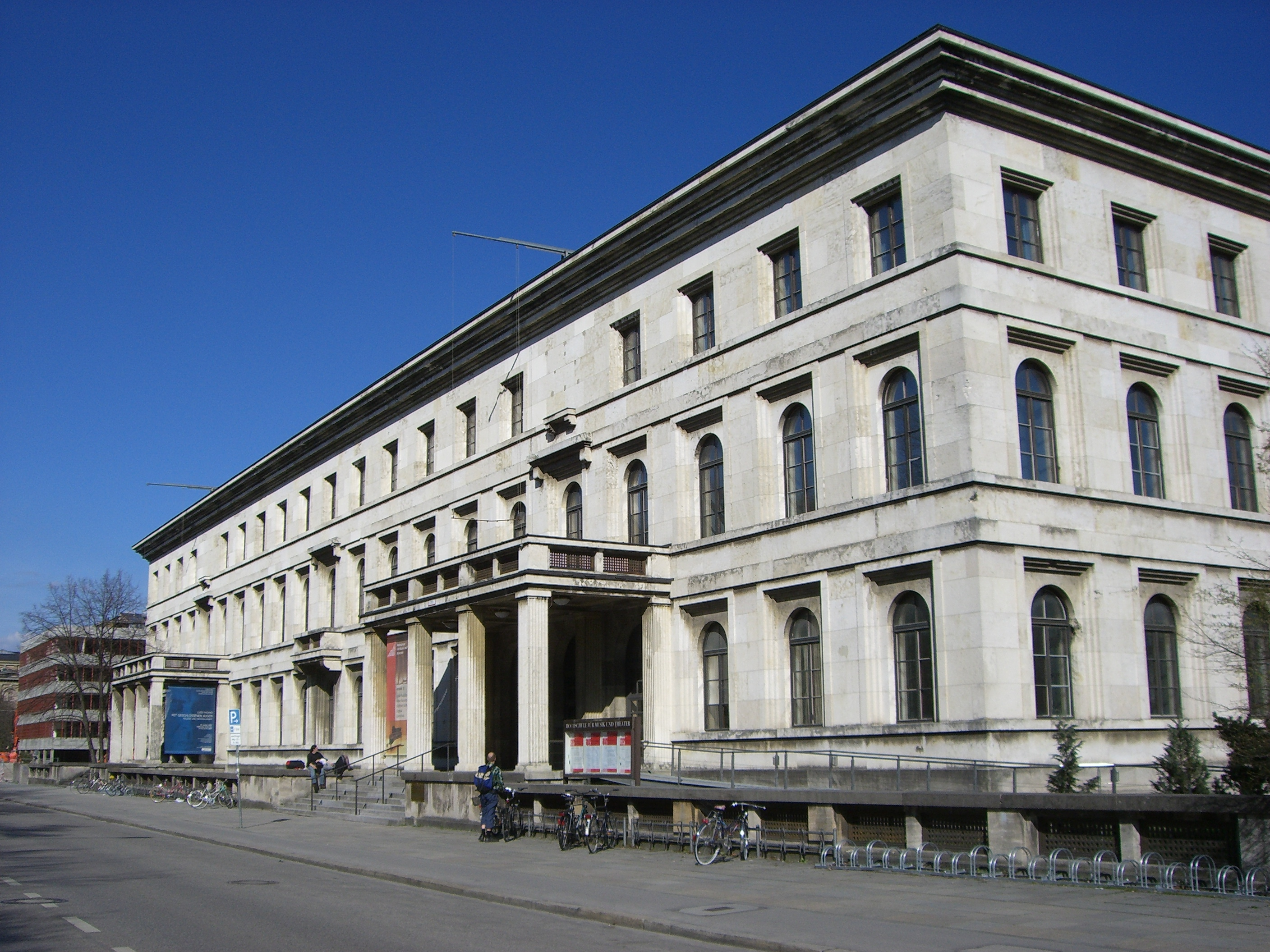
Zene- és Színházművészeti Főiskola
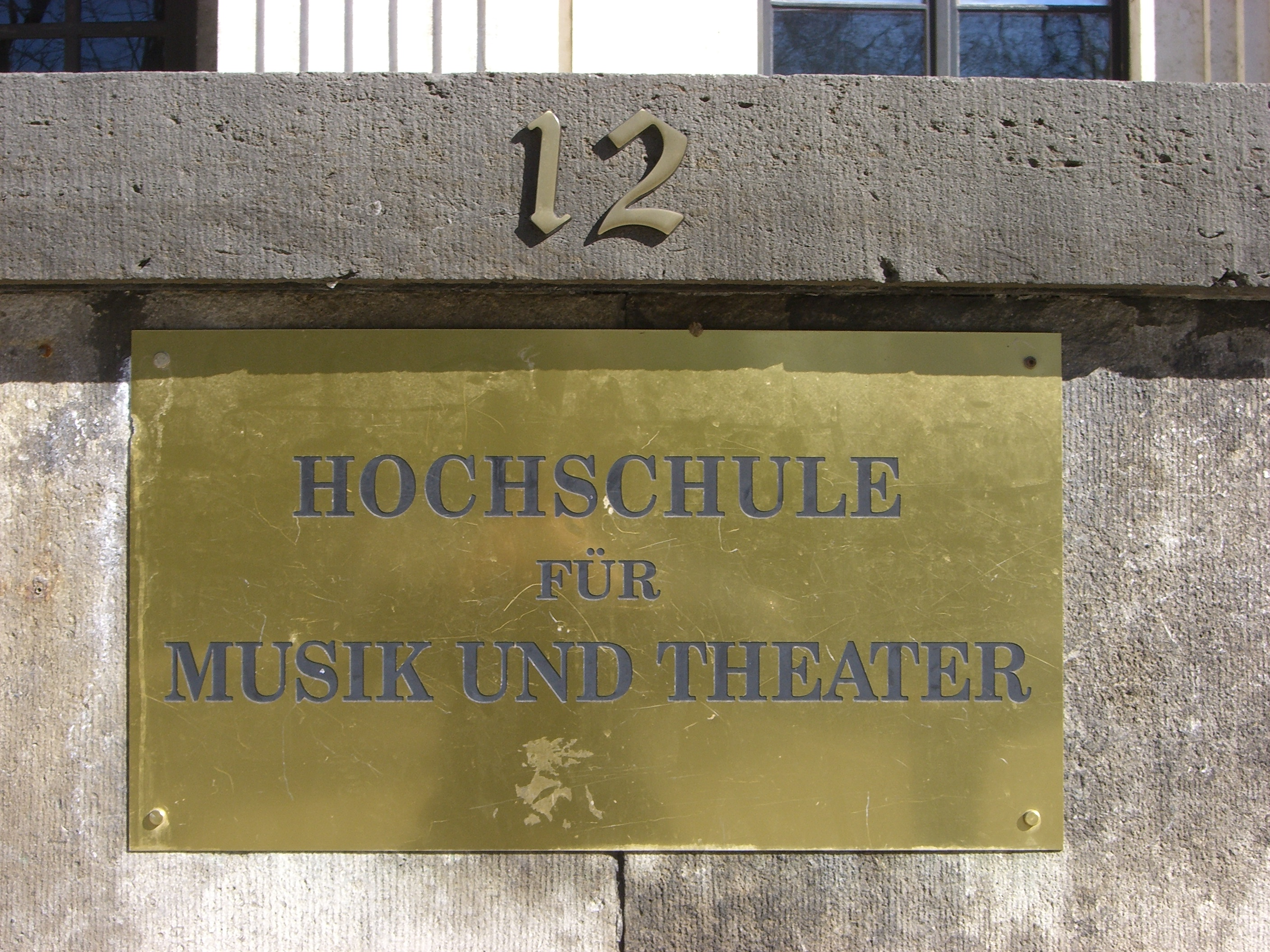
Bejárati tábla
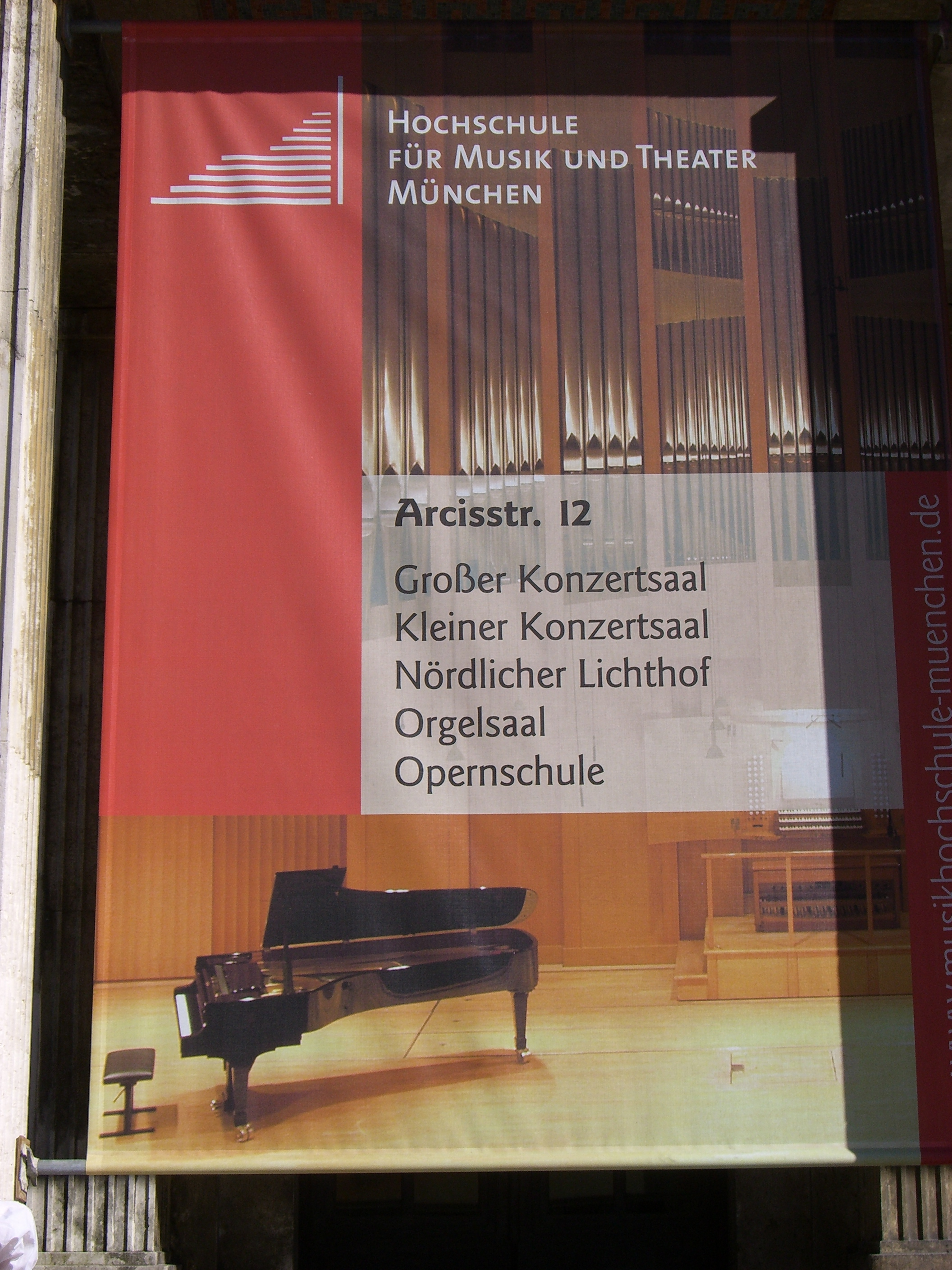
Koncerthirdetés
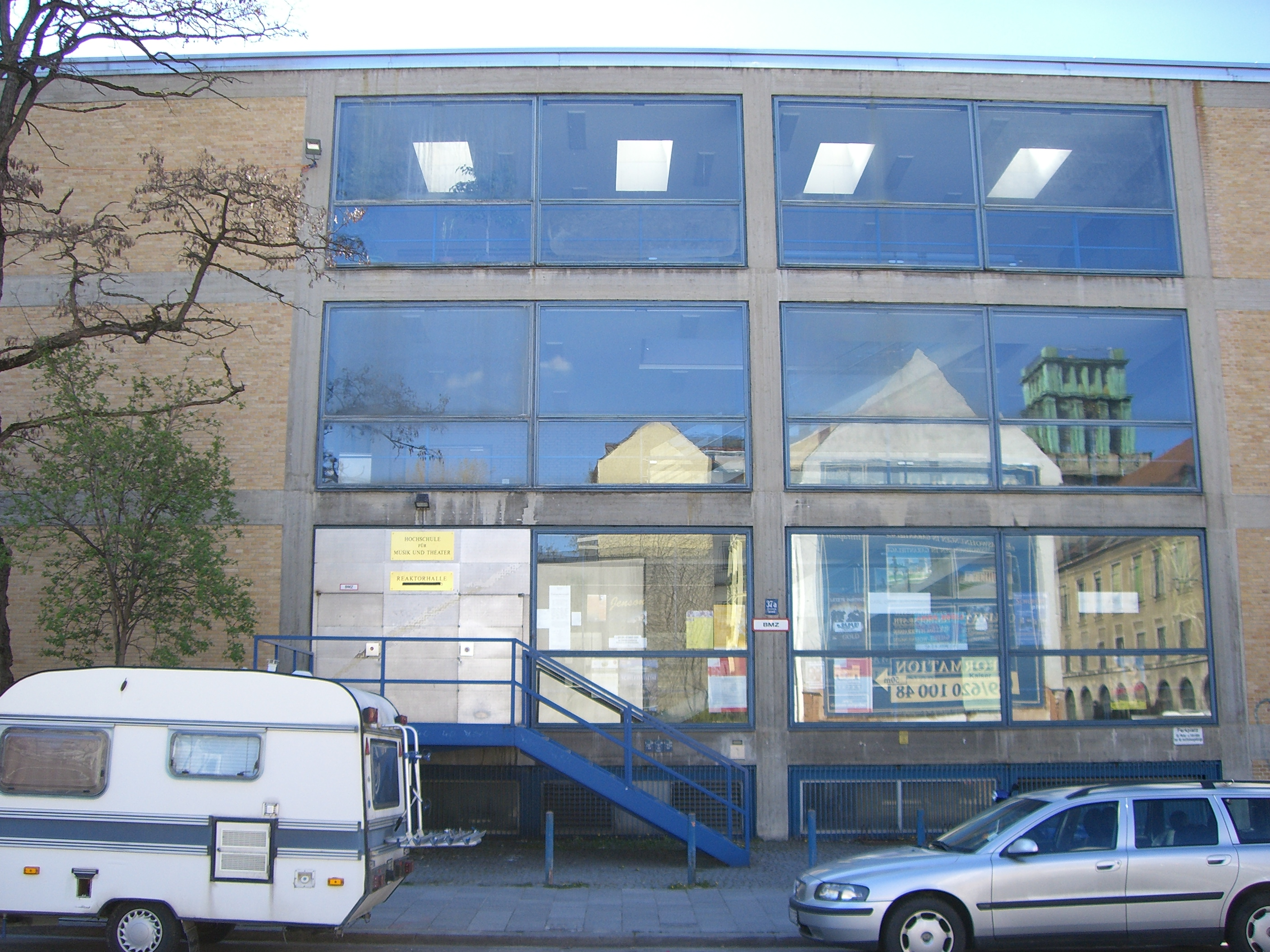
A Dependance a Luisenstraßén
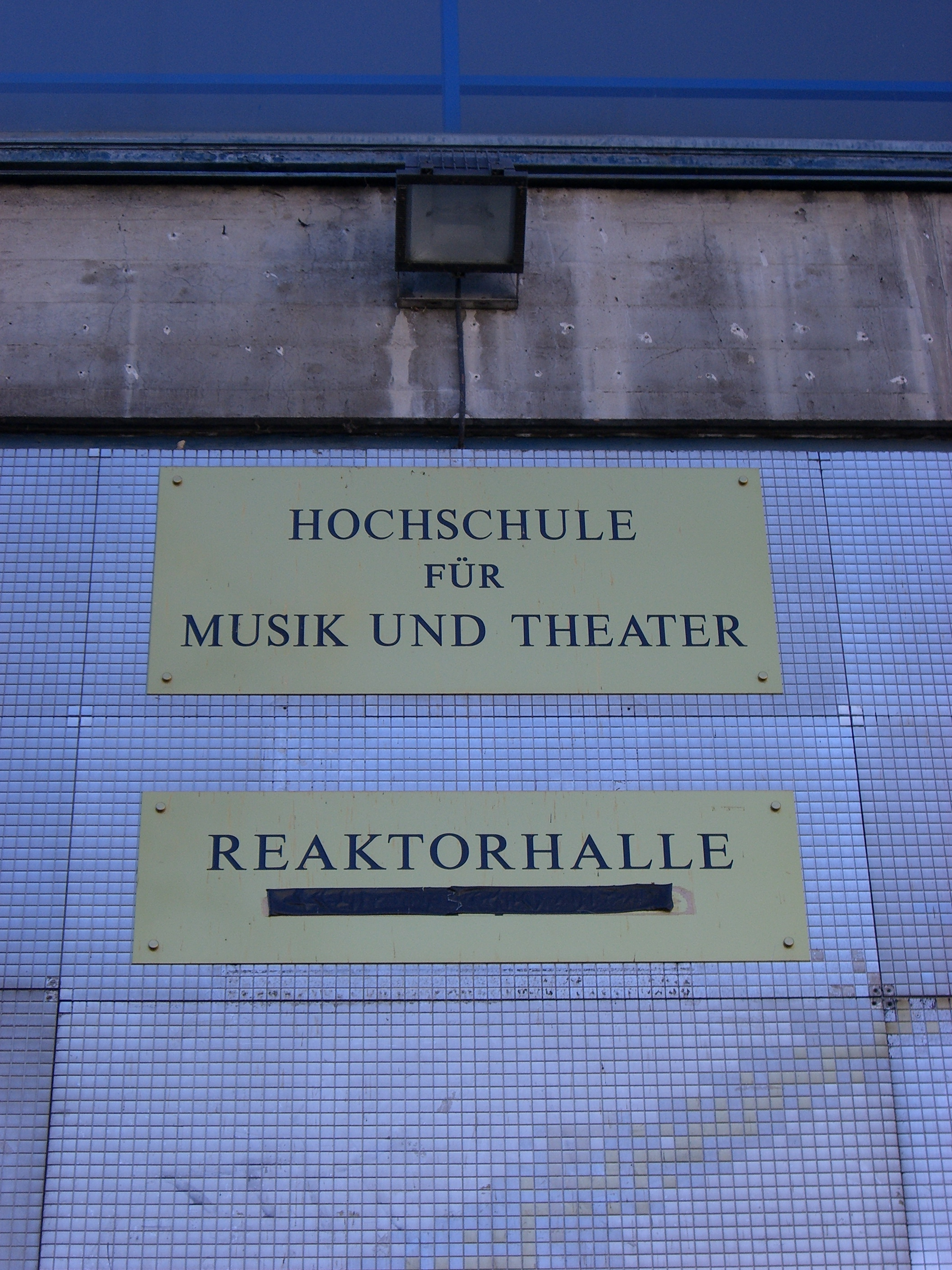
A Dependance bejárata

## Fordítás
- Ez a szócikk részben vagy egészben  a   Hochschule für Musik und Theater München című német Wikipédia-szócikk ezen változatának fordításán alapul.  Az eredeti cikk szerkesztőit annak laptörténete sorolja fel. Ez a jelzés csupán a megfogalmazás eredetét és a szerzői jogokat jelzi, nem szolgál a cikkben szereplő információk forrásmegjelöléseként.